# La spedizione sul Kilimangiaro - Diplopia

John Cleese e Eric Idle (di spalle) in E ora qualcosa di completamente diverso.

La spedizione sul Kilimangiaro - Diplopia (Kilimanjaro Expedition) è uno sketch di Monty Python's Flying Circus trasmesso nel dodicesimo episodio della prima stagione e compare anche nel film E ora qualcosa di completamente diverso.
È stato paragonato a un episodio comico di Il castello di Franz Kafka.

## Lo sketch
Lo sketch inizia con Arthur Wilson (Eric Idle), un giovane alpinista, che entra nello studio di Sir George Head (John Cleese), membro dell'OBE, che sta organizzando una spedizione sul monte Kilimangiaro. Ma Head ha un brutto caso di diplopia, vede doppio e all'inizio pensa che Wilson abbia un fratello gemello; per accorgersi che le cose non stanno così deve tapparsi un occhio.
Quindi Head spiega a Wilson che la spedizione intende scalare le due cime del Kilimangiaro. Wilson gli fa notare che il Kilimangiaro ha solo una cima e Head, dopo aver guardato la carta geografica dell'Africa tappandosi un occhio, commenta: "Questo ci farà risparmiare un po' di tempo. Ben fatto". Head prosegue spiegando che lo scopo della spedizione è ritrovare le tracce di una spedizione dell'anno precedente, guidata da suo fratello, che era volta a costruire un ponte tra le due cime del Kilimangiaro. Dopo aver guardato di nuovo la carta geografica, Head aggiunge: "Una cattiva idea, temo". A questo punto Wilson si qualifica come un "alpinista", Head cerca la parola sul dizionario e, sempre a causa della diplopia, legge la definizione come "due persone qualificate per scalare le montagne.".
Head, mostrando una mappa del Regno Unito, spiega a Wilson l'itinerario della spedizione, che consiste nel percorrere la strada da Manchesters a Oxfords, poi l'autostrada sino alle Londre, Purleys e infine Dovers (tutte al plurale, a causa della diplopia); in altre versioni la mappa non è del Regno Unito ma del solo Surrey e l'itinerario attraverso la contea da Purleys arriva sino alle Rottingdeans (sempre al plurale). Da lì in poi, "l'Africa": con un balzo fino alle Nairobi e dopo giù verso le Tanzanie. Alla domanda di Wilson se qualcuno parli swahili (intendendo, tra i membri della spedizione), Head risponde, "Oh sì, penso che molti laggiù lo parlino". Wilson s'informa in merito alla squadra e Head gli comunica che ne fanno parte altre cinque persone, pensando che ciascuno abbia un fratello gemello (o quattro gemelli in un caso). Nessuno di queste è un alpinista, ma una di loro avrebbe una infarinatura di swahili.
A questo punto entra in scena la loro guida, Jimmy Blenkinsop (Graham Chapman). Dopo essere entrato nell'ufficio, rassicura Wilson sulla diplopia di Head e mostra loro il percorso fisicamente, arrampicandosi sui mobili, devastando l'ufficio e sfondando la porta, per poi andarsene. Wilson è stufo, non ha fiducia in Head e abbandona l'ufficio. Infine Head chiede all'"altro" Arthur Wilson che cosa ne pensa e lui, magicamente ricomparso alla scrivania, risponde "Io ci sto!".

## E ora qualcosa di completamente diverso
Nella versione del film E ora qualcosa di completamente diverso alla fine non c'è l'altro George Head, probabilmente perché l'effetto split screen era troppo costoso.